# Fama crescit eundo

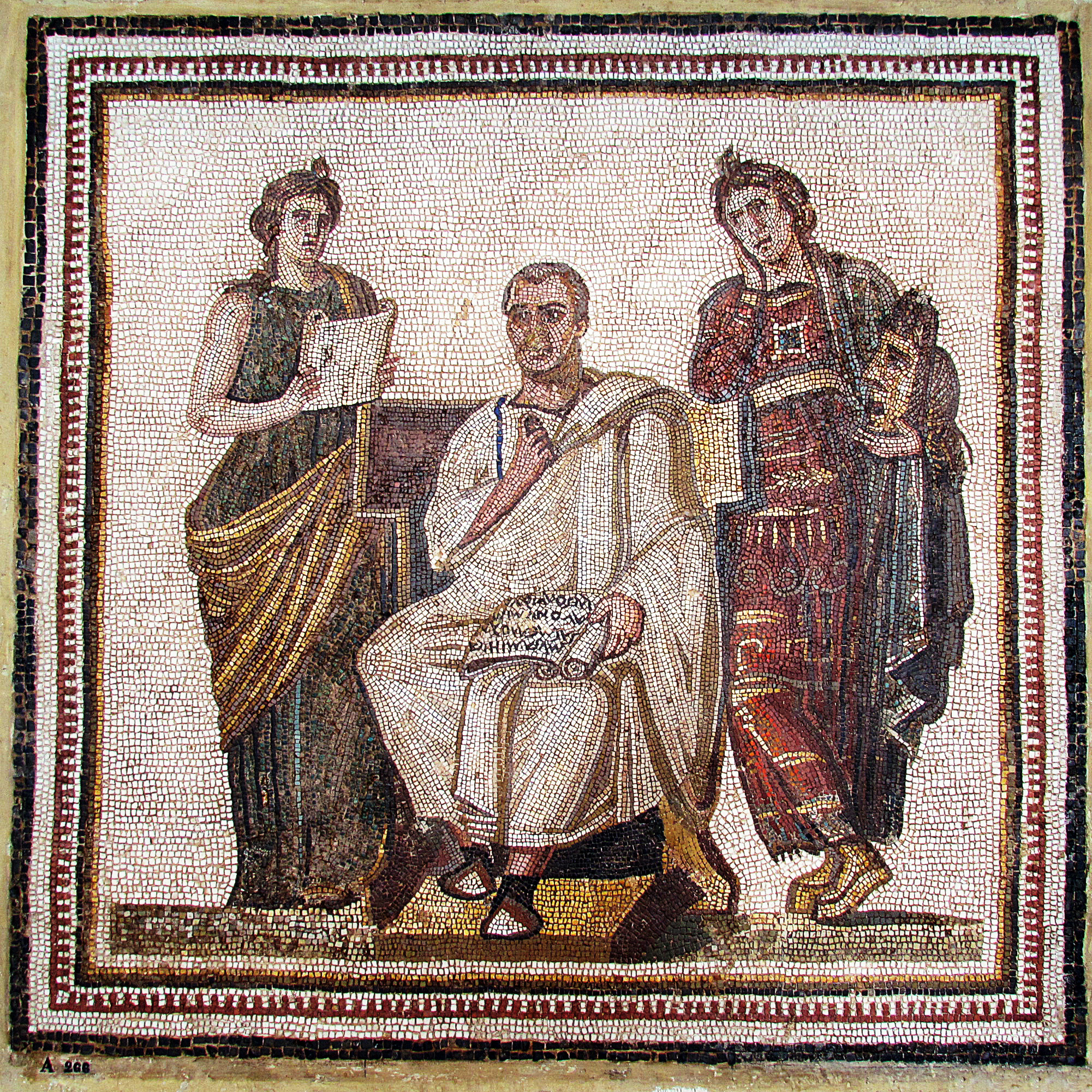
Virgilio con lEneide tra Clio e Melpomene (Museo nazionale del Bardo, Tunisi)

La locuzione latina Fama crescit eundo, tradotta letteralmente, significa la fama, andando [con il passare del tempo], diventa più grande.
La frase sta ad indicare che la fama si ingrandisce man mano che si diffonde e, così, deforma e ingigantisce sempre più gli eventi.
Deriva dai versi: Fama, malum qua non aliud velocius ullum;/ mobilitate viget, viresque adquirit eundo, (TRAD.: La Fama è un male, di cui null'altro è più veloce; e come più va, più cresce; e maggior forza acquista) (da Virgilio, Eneide, IV, 174-175).
In seguito, Ovidio scriverà: veris addere falsa / gaudet et e minimo sua per mendacia crescit (TRAD.: gode di unire cose false alle vere e dal nulla diventa grande attraverso le proprie falsità) (dalle Metamorfosi, IX, 138 ss.).